# Ehretia dichotoma
Ehretia dichotoma är en strävbladig växtart som beskrevs av Carl Ludwig von Blume. Ehretia dichotoma ingår i släktet Ehretia och familjen strävbladiga växter. Inga underarter finns listade i Catalogue of Life.